# Brachineura americana
Brachineura americana är en tvåvingeart som först beskrevs av Ephraim Porter Felt 1907.  Brachineura americana ingår i släktet Brachineura och familjen gallmyggor. Inga underarter finns listade i Catalogue of Life.